# 河桥镇 (盱眙县)
河桥镇，是中华人民共和国江苏省淮安市盱眙县下辖的一个乡镇级行政单位。2018年7月撤销河桥镇、仇集镇，设立新的河桥镇。以原河桥镇所辖区域及原仇集镇的朱刘、明山、象山、演法、霖治5个村委会和克贵居委会区域为河桥镇行政区域。河桥镇人民政府驻河桥居委会境内，办公地址为蒋郢路5号。

## 行政区划
河桥镇下辖以下地区：
河桥社区、石港社区、黄龙村、龙泉村、大莲湖村、三元村、蒋郢村、大港村、洪山村、幸福村、茅湖村、临湖村和淮峰村。